# ریچارد هندلی
ریچارد هندلی (انگلیسی: Richard Handley؛ زادهٔ ۱ سپتامبر ۱۹۹۰) دوچرخه‌سوار اهل بریتانیا است.
از باشگاه‌هایی که در آن بازی کرده‌است می‌توان به تیم دوچرخه‌سواری وان اشاره کرد.